# 산청 석남암사지 석조비로자나불좌상
산청 석남암사지 석조비로자나불좌상(山淸 石南巖寺址 石造毘盧遮那佛坐像)은 대한민국 경상남도 산청군 삼장면, 내원사에 있는 남북국 시대 신라의 불상이다.
1990년 3월 2일 대한민국의 보물 제1021호 석남암수석조비로자나불좌상(石南巖藪石造毘盧舍那佛坐像)으로 지정되었다가, 2010년 8월 25일 현재의 명칭으로 변경되었고, 2016년 1월 7일 대한민국의 국보 제233-1호로 승격되었다.

## 개요
지리산 중턱에 있던 석남암사지에 있다가 현재 내원사로 옮겨 놓은 돌로 만든 비로자나불상이다.
비바람에 의한 마멸 때문에 세부표현은 명확하지 않지만 당당하고 세련된 모습이다. 머리 위에 있는 상투 모양의 머리(육계)는 높고 큼직한 편이나 약간 파손되었으며, 둥근 얼굴은 부피감이 풍부하여 8세기 불상의 특징을 잘 보여준다. 상체는 건장한 모습으로 자연스러운 가슴, 허리의 굴곡, 어깨나 팔의 부피감 등에서 사실미를 잘 표현하고 있다. 전신을 감싸고 있는 옷은 얇아서 신체의 굴곡을 잘 드러내고 있으며, 옷주름 역시 촘촘하고 부드럽게 표현하여 8세기 불상의 옷주름 특징을 보여주고 있다. 손모양은 왼손 검지를 오른손으로 감싸 쥐고 있는 모습으로 이 불상이 비로자나불임을 알려주고 있다.
불상이 앉아있는 대좌(臺座)는 상대·중대·하대로 이루어졌는데, 8각의 하대에는 아래를 향한 연꽃무늬를 새겼다. 중대는 8각의 각 모서리마다 기둥을 새겼으며, 상대에는 2겹의 연꽃무늬를 새겼다. 부처의 몸에서 나오는 빛을 형상화한 광배(光背)에는 연꽃무늬와 불꽃무늬가 새겨져 있는데, 위에서 오른쪽으로 비스듬히 하단까지 깨져 약 3분의 1정도가 없어져 버렸다.
대좌 중앙의 구멍에 있었던 사리호(舍利壺) 표면에 기록된 글에는 신라 혜공왕 2년(766)에 비로자나불상을 조성하여 석남암사에 모신다는 내용이 있다. 이 불상은 비로자나불상의 가장 빠른 조성 예로 조각사 편년 및 사상사 연구에 크게 기여하고 있다.

## 국보 승격사유
이 비로자나불상은 불상의 중대석에서 발견된 납석사리호의 명문을 통해 766년(혜공왕 2)에 법승(法勝)과 법연(法緣) 두 승려가 받들어 돌아가신 두온애랑(豆溫哀郞)의 원을 위해 석조비로자나불상을 조성하여 무구정광대다라니와 함께 석남암수 관음암에 봉안하였다는 기록을 가진 중요한 불상이다. 이 불상은 우리나라 최고(最古)의 기년명(紀年銘)의 지권인(智拳印) 비로자나불상으로서 중요하며, 편년자료가 부족한 고대조각사 연구에도 절대적인 자료로 평가된다. 더불어 지권인을 한 여래형(如來形)의 비로자나불 형식이 766년에 정립되었다는 사실은 새로운 불교 사상과 새로운 불교사의 흐름을 반영한 것으로서 주목되는 것이다.
따라서 이 비로자나불상은 동아시아를 통틀어 명문이 밝혀진 최초의 지권인 비로자나불상으로서 도상적․양식적으로 불교미술사 연구에 매우 귀중하고 획기적인 자료이다. 뿐만 아니라 이 불상을 통해 8세기 중엽경에는 『무구정광대다라니경(無垢淨光大陀羅尼經)』이 불상에도 납입되었다는 사실을 알 수 있어, 우리나라 불상 복장의 시원적 형태를 엿볼 수 있는 중요한 자료이기도 하다.
이미 불상의 중대석에서 발견된 납석사리호가 국보로서의 가치를 인정받아 국보 제233호로 지정되어 있는 만큼, 이를 봉안했던 석불은 그 이상의 가치를 지닌다고 할 수 있다. 따라서 여러 가지 의미를 생각해 볼 때, 현재의 보물에서 국보로 승격 지정하는 것이 마땅하다고 판단된다.

## 같이 보기
- 산청 석남암사지 석조비로자나불좌상 납석사리호 (보물 제233-2호)

## 참고 자료
- 산청 석남암사지 석조비로자나불좌상 - 국가유산청 국가유산포털